# Rhinomuraena quaesita
 Rhinomuraena quaesita és una espècie de peix de la família dels murènids i de l'ordre dels anguil·liformes.

## Morfologia
Els mascles poden assolir els 130 cm de longitud total.

## Distribució geogràfica
Es troba des de l'Àfrica oriental fins a les Tuamotu, el sud del Japó, Nova Caledònia, la Polinèsia Francesa, les Illes Mariannes i les Illes Marshall.